# Мошняга, Тимофей Васильевич
Тимофе́й Васи́льевич Мошня́га (рум. Timofei Moșneaga; 6 марта 1932, Коржево, Дубоссарский район, Молдавская АССР, Украинская ССР, СССР — 1 июня 2014, Кишинёв, Молдова) — советский и молдавский врач, общественный, государственный и политический деятель. Народный врач СССР (1979). Народный депутат СССР (1989—1991). Министр здравоохранения Молдовы с 5 апреля 1994 по 24 января 1997 года. Являлся главным врачом Республиканской клинической больницы на протяжении более 40 лет.

## Биография
Родился 6 марта 1932 года в селе Коржево Дубоссарского района Молдавской АССР (ныне — Дубоссарский район Молдовы), в семье Василия и Ефросинии Мошняги. Имел четыре сестры и три брата.
Окончил начальную школу в своём родном селе, затем среднюю школу в Дубоссарах. В 1956 году окончил Кишинёвский государственный медицинский институт (ныне — Государственный университет медицины и фармации имени Николая Тестемицану).
До 1960 года работал преподавателем Бендерского медицинского училища и участковым терапевтом, затем заведующим городским и районным отделом здравоохранения города Бендеры.
В начале 1960 года, в возрасте 27 лет был назначен главным врачом Республиканской клинической больницы (Кишинёв). Старая больница, расположенная в адаптированных зданиях в послевоенный период, не отвечала потребностям населения в специализированной помощи, поэтому главврач занялся строительством новой больницы. Наконец, в 1977 году, после значительных усилий, больница была сдана в эксплуатацию.
За короткое время в РКБ открылись специализированные отделения для пациентов с соматическими и хирургическими заболеваниями, оснащённые современными медицинскими технологиями, в том числе оборудованием для современного метода литотрипсии почечных камней. В хирургическом корпусе были созданы отделения желудочной хирургии, проктологии, сосудистой хирургии, кардиохирургии и эндоскопической хирургии. Отдел медицинской диагностики был оснащён современным оборудованием и были созданы отделения магнитно-резонансной томографии, лаборатории клинической иммунологии, бактериологической лаборатории, отделения ангиографии периферических сосудов и кардиоангиографии.
Внёс значительный вклад в создание надлежащих условий для преподавания, научной и клинической деятельности, проводимой на 15 кафедрах Кишинёвского государственного медицинского института. Кандидат медицинских наук (1968). В период 1972—1989 — доцент кафедры госпитальной терапии Кишинёвского государственного медицинского института.
Опубликовал около 150 научных работ по изучению функционального состояния печени с помощью радиоактивной краски бенгал-роз и влияния некоторых минеральных вод Молдавии на внешнесекреторную функцию печени при заболеваниях гепатобилиарной системы. Подготовил 16 кандидатов медицинских наук.
В 1980 году режиссёр и сценарист Анатолий Кодру снял биографический фильм про Тимофея Мошнягу под названием «Мечта моей жизни». Музыку к фильму написал композитор Аркадий Люксембург.
За проектирование и строительство нового здания Республиканской клинической больницы в качестве врача-технолога, был удостоен звания лауреата Государственной премии Молдавской ССР в области литературы, искусства и архитектуры (1982).
В 2002 году, в канун 70-летнего юбилея главврача, публицист Ион Стич издал биографическую книгу «Народный врач Тимофей Мошняга».
За выдающиеся заслуги в профессиональной деятельности был удостоен почётных званий «Заслуженный врач Молдавской ССР», «Народный врач СССР», награждён высшими государственными наградами, в том числе орденом Республики — «в знак признания особых заслуг в развитии здравоохранения, значительный вклад во внедрение передовых методов диагностики и лечения и плодотворную организационно-методическую деятельность». В 2003 году был удостоен звания Почётного главного врача Республиканской клинической больницы.

### Политическая деятельность
Член КПСС с 1953 года. В 1957 году был избран народным депутатом Кишинёвского городского Совета трудящихся (ныне — Муниципальный совет Кишинёва).
В 1989 году был избран народным депутатом СССР от Кишинёвского Ленинского национально-территориального избирательного округа № 257. Член Комитета Верховного Совета СССР по международным делам. Вместе с народным депутатом Евгением Догой, они единственные из членов делегации МССР подписали открытое письмо Президенту СССР Михаилу Горбачеву, в котором выступили за территориальную целостность Молдовы, осуждая сепаратистские движения на Левобережье Днестра.
После провозглашения независимости Республики Молдова, в соответствии с постановлением Парламента Молдовы назначен руководителем молдавской группы специальных наблюдателей Совета Республик Верховного Совета СССР.
В 1994 году был избран депутатом Парламента Республики Молдова по спискам Аграрно-демократической партии, член Комиссии по социальной защите, охране здоровья и экологии.
В период 1994—1997 годах занимал должность Министра здравоохранения Республики Молдова. В должности министра выступал за сохранение национального медицинского наследия, усиление эффективности работы медицинского персонала и больничных учреждений страны. Сотрудничал с компаниями из Японии по привлечению инвестиций в медицинскую систему страны. Впоследствии, значительная часть больниц была оснащена немецким медицинским оборудованием марки Сименс. В 1995 году минздрав Молдовы во главе с министром Мошнягой разработал Закон об здравоохранении, который регулирует деятельность системы здравоохранения Республики Молдова. За время своего мандата он установил прямой контакт со Всемирной организацией здравоохранения, региональный офис которой был открыт в Кишинёве.

## Семья

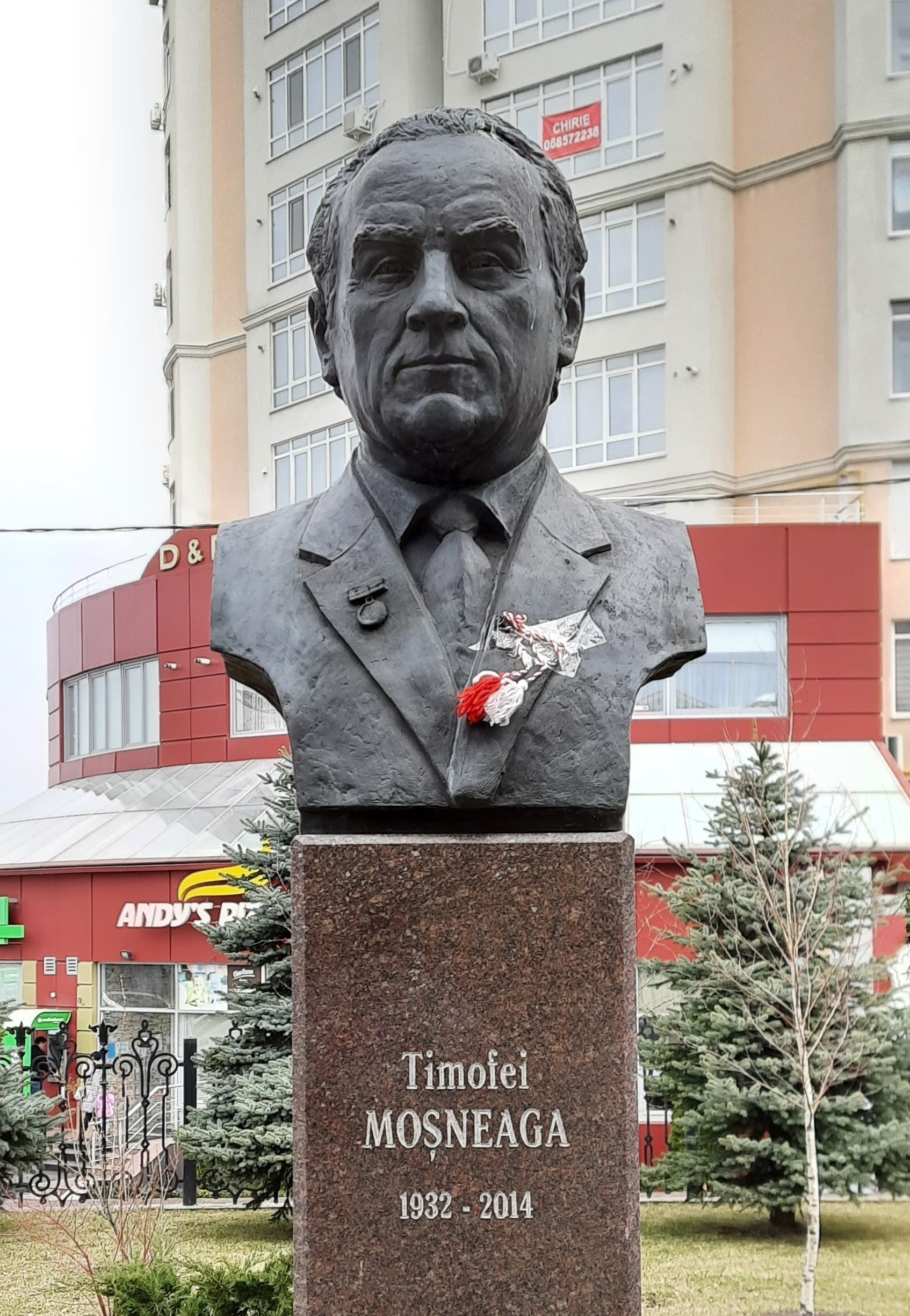
Бюст на Алее выдающихся врачей и учёных в Кишинёве

Жена — Мария Степановна Мошняга (урождённая Бурлаку), врач акушер-гинеколог, кандидат медицинских наук, кавалер ордена «Трудовая слава». Имел двоих сыновей.

## Память
Скончался 1 июня 2014 года в Кишинёве. Похоронен на Центральном кладбище.
Бюст Тимофея Мошняги находится на Аллее выдающихся врачей и учёных, в окрестности учебного корпуса № 1 им. Л. Кобылянского Государственного университета медицины и фармации имени Николая Тестемицану.
19 июля 2017 года, согласно постановлению Правительства Молдовы, Республиканской клинической больницы присвоено имя Тимофея Мошняги.

В канун 200-летия основания Республиканской клинической больницы, на главном входе был установлен барельеф посвящённый бывшему главврачу.
Закон должен быть равным для всех — от рабочего до министра. И ответственность перед законом должна быть идентична.Тимофей Мошняга

## Награды и звания

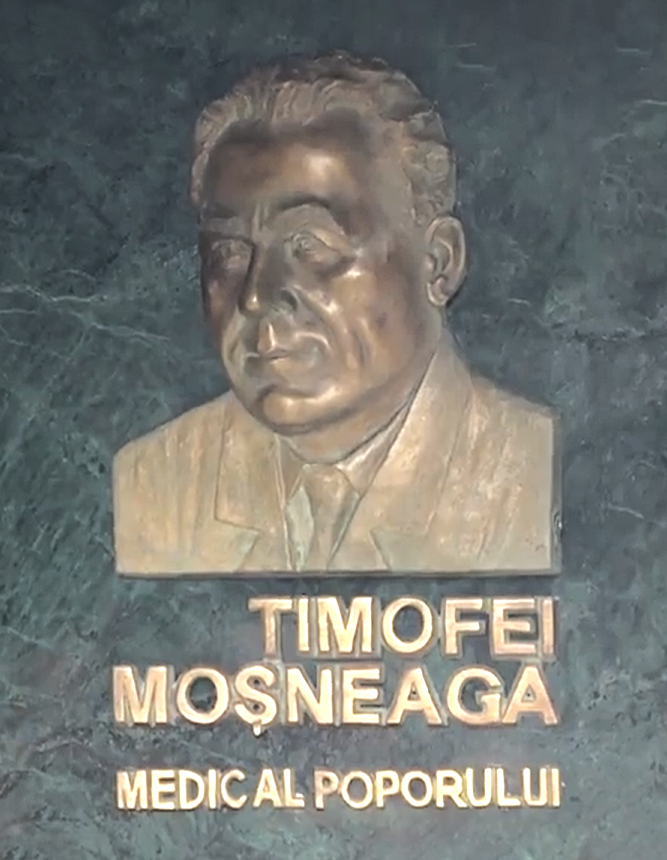
Барельеф на главном входе РКБ

- Значок «Отличнику здравоохранения»
- Медаль «За трудовую доблесть» (1961)
- Заслуженный врач Молдавской ССР (1966)
- Медаль «За доблестный труд. В ознаменование 100-летия со дня рождения Владимира Ильича Ленина» (1970)
- Орден «Знак Почёта» (1971)
- Орден Трудового Красного Знамени (1976)
- Народный врач СССР (1979)
- Лауреат Государственной премии Молдавской ССР в области литературы, искусства и архитектуры (1982)
- Орден Ленина (1986)
- Почётный доктор Государственного университета медицины и фармации им. Николая Тестемицану (1994)
- Орден Республики (1997)[6]
- Почётный главный врач Республиканской клинической больницы (2003)[7]
- Медаль Николая Тестемицану (2004)[21]
- Грамота Правительства Республики Молдова I степени (2012)
- Лауреат премии «Вся медицинская карьера» — Гала премий в области здравоохранения (I выпуск) (2012)